# NBA Finals 2008

Logo der Finals 2008

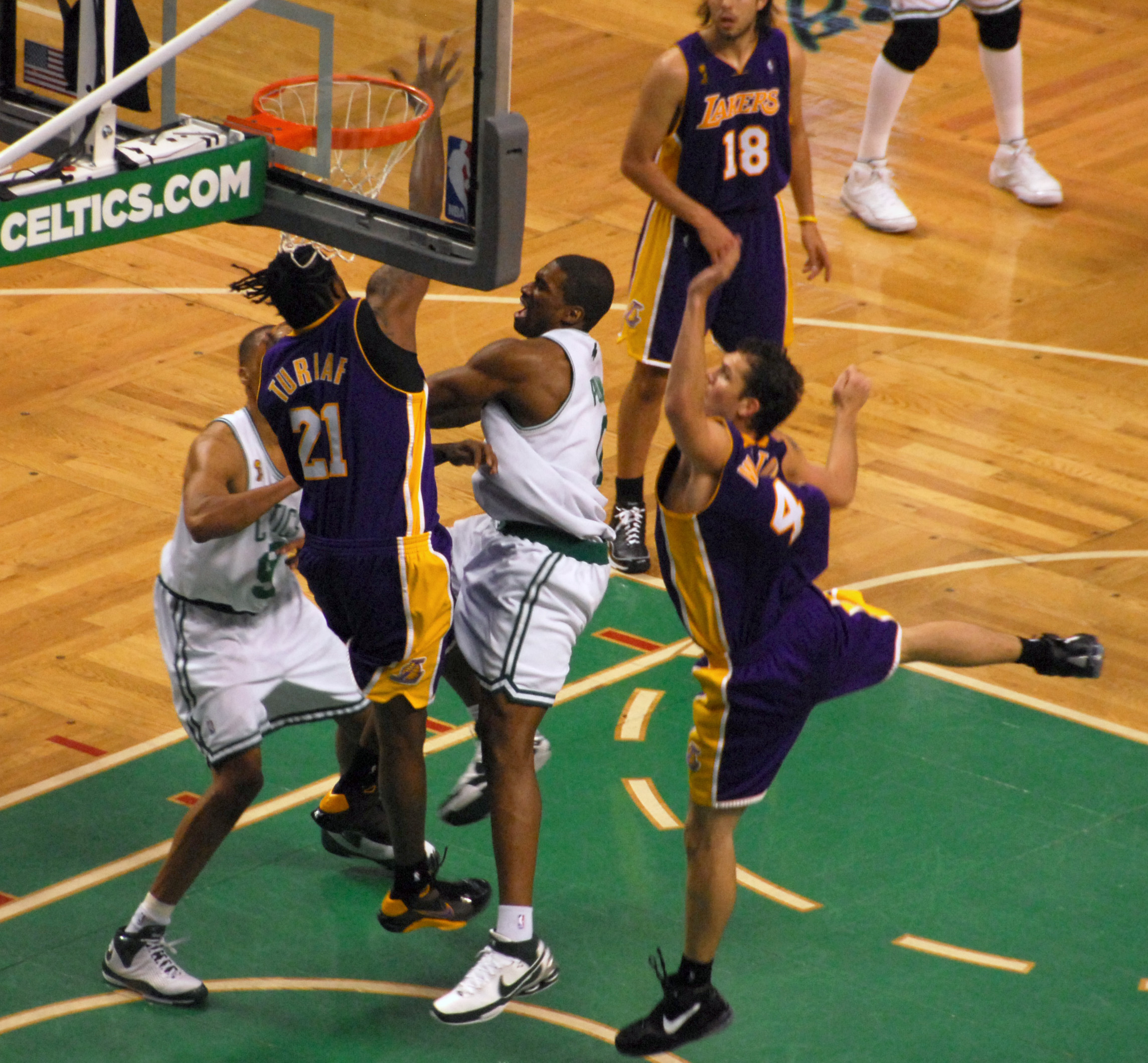
Von links: P.J. Brown, Ronny Turiaf, Leon Powe, Luke Walton, im Hintergrund: Saša Vujačić bei Spiel 2 in Boston

Die NBA Finals der Saison 2007/08 wurden zwischen den Los Angeles Lakers und den Boston Celtics ausgetragen. Boston schlug die Lakers in der Best-of-Seven-Serie mit 4:2. Die Lakers standen das 29. Mal überhaupt und das erste Mal seit 2004 wieder in den Finals. Die Boston Celtics waren zuletzt 1987 in der Endrunde vertreten. Sie hatten bereits 20 Mal an den Finals teilgenommen und folgen damit den Lakers auf Platz zwei der meisten Endrundenteilnahmen. Die zwei erfolgreichsten Teams der Liga überhaupt hatten bereits 16 (Boston), beziehungsweise 14 Mal die Saison gewonnen. Zuletzt trafen die Teams 1987 aufeinander. In den vorherigen zehn Endrundenbegegnungen erlangten die Celtics acht und die Lakers zwei Siege.
Die ersten zwei Spiele fanden in Boston statt, da das Team mit 66 Siegen zu 16 Niederlagen besser als die Lakers (57:25) abschnitt. Zuletzt hatten die Chicago Bulls 1997 als Team der Eastern Conference Heimrecht in den ersten beiden Spielen. Paul Pierce wurde mit dem NBA Finals MVP Award ausgezeichnet.

## Vor den Finals
| Los Angeles Lakers                          | Los Angeles Lakers    | Boston Celtics        | Boston Celtics                               |
| ------------------------------------------- | --------------------- | --------------------- | -------------------------------------------- |
| 57-25 (,695) 1. Pacific, 1. West, 3. Gesamt | Reguläre Saison       | Reguläre Saison       | 66-16 (,805) 1. Atlantic, 1. East, 1. Gesamt |
| Schlugen die Denver Nuggets, 4-0            | Erste Runde           | Erste Runde           | Schlugen die Atlanta Hawks, 4-3              |
| Schlugen die Utah Jazz, 4-2                 | Conference Semifinals | Conference Semifinals | Schlugen die Cleveland Cavaliers, 4-3        |
| Schlugen die San Antonio Spurs, 4-1         | Conference Finals     | Conference Finals     | Schlugen die Detroit Pistons, 4-2            |

### Spiele in der regulären Saison
Die Boston Celtics gewannen beide Partien:
| 23. November | Zusammenfassung | Los Angeles Lakers 94, Boston Celtics 107 | Los Angeles Lakers 94, Boston Celtics 107 | Los Angeles Lakers 94, Boston Celtics 107 | TD Banknorth Garden, Boston | KCAL, CSN |
| 23. November | Zusammenfassung |                                           |                                           |                                           | TD Banknorth Garden, Boston | KCAL, CSN |
| 23. November | Zusammenfassung |                                           |                                           |                                           | TD Banknorth Garden, Boston | KCAL, CSN |
| 23. November | Zusammenfassung |                                           |                                           |                                           | TD Banknorth Garden, Boston | KCAL, CSN |

| 30. Dezember | Zusammenfassung | Boston Celtics 110, Los Angeles Lakers 91 | Boston Celtics 110, Los Angeles Lakers 91 | Boston Celtics 110, Los Angeles Lakers 91 | Staples Center, Los Angeles | NBA TV |
| 30. Dezember | Zusammenfassung |                                           |                                           |                                           | Staples Center, Los Angeles | NBA TV |
| 30. Dezember | Zusammenfassung |                                           |                                           |                                           | Staples Center, Los Angeles | NBA TV |
| 30. Dezember | Zusammenfassung |                                           |                                           |                                           | Staples Center, Los Angeles | NBA TV |

## Spielplan

### Gesamtübersicht
| Team               | Spiel | Spiel | Spiel | Spiel | Spiel | Spiel | Siege |
| Team               | 1     | 2     | 3     | 4     | 5     | 6     | Siege |
| ------------------ | ----- | ----- | ----- | ----- | ----- | ----- | ----- |
| Los Angeles Lakers | 88    | 102   | 87    | 91    | 103   | 92    | 2     |
| Boston Celtics     | 98    | 108   | 81    | 97    | 98    | 131   | 4     |

### Spiel 1
| 6. Juni 03.00 Uhr | Zusammenfassung | Los Angeles Lakers 88, Boston Celtics 98                                         | Los Angeles Lakers 88, Boston Celtics 98 | Los Angeles Lakers 88, Boston Celtics 98                                            | TD Banknorth Garden, Boston Zuschauer: 18.624 Schiedsrichter: * #27 Bavetta - #48 Foster - #32 Rush | Premiere Sport, Sport1 (Wiederholung), ABC |
| 6. Juni 03.00 Uhr | Zusammenfassung | Punkte pro Viertel: 21-23, 30-23, 22-31, 15-21                                   |                                          |                                                                                     | TD Banknorth Garden, Boston Zuschauer: 18.624 Schiedsrichter: * #27 Bavetta - #48 Foster - #32 Rush | Premiere Sport, Sport1 (Wiederholung), ABC |
| 6. Juni 03.00 Uhr | Zusammenfassung | Punkte: Bryant 24 Rebounds: Gasol 8 Assists: Bryant, Fisher 6 Turnover: Bryant 4 |                                          | Punkte: Garnett 24, Pierce 22 Rebounds: Garnett 13 Assists: Rondo 7 Steals: Posey 2 | TD Banknorth Garden, Boston Zuschauer: 18.624 Schiedsrichter: * #27 Bavetta - #48 Foster - #32 Rush | Premiere Sport, Sport1 (Wiederholung), ABC |
| 6. Juni 03.00 Uhr | Zusammenfassung |                                                                                  |                                          |                                                                                     | TD Banknorth Garden, Boston Zuschauer: 18.624 Schiedsrichter: * #27 Bavetta - #48 Foster - #32 Rush | Premiere Sport, Sport1 (Wiederholung), ABC |

Bostons Forward Paul Pierce erzielte insgesamt 22 Punkte. 6,49 Minuten vor Ende des dritten Viertels musste er wegen eines Zusammenstoßes mit Kendrick Perkins am Knie behandelt werden. Mit 24 Punkten war Forward Kevin Garnett bester Werfer auf Seiten der Celtics. Shooting Guard Ray Allen steuerte 19 der insgesamt 98 Punkte bei. Bei den Lakers war Kobe Bryant mit ebenfalls 24 Punkten der erfolgreichste Werfer, obwohl er nur neun seiner 26 Würfe verwandeln konnte. Derek Fisher und Center Pau Gasol kamen auf je 15 Punkte. Zur Halbzeit führten die Lakers mit 51 zu 46. Ab anderthalb Minuten vor Ende des dritten Viertels führten die Celtics durchgehend.

### Spiel 2
| 9. Juni 03.00 Uhr | Zusammenfassung | Los Angeles Lakers 102, Boston Celtics 108                                            | Los Angeles Lakers 102, Boston Celtics 108 | Los Angeles Lakers 102, Boston Celtics 108                                                           | TD Banknorth Garden, Boston Zuschauer: 18.624 Schiedsrichter: * #43 Crawford - #26 Delaney - #41 Mauer | Premiere Sport, Sport1 (Wiederholung), ABC |
| 9. Juni 03.00 Uhr | Zusammenfassung | Punkte pro Viertel: 22-20, 20-34, 19-29, 41-25                                        |                                            | | TD Banknorth Garden, Boston Zuschauer: 18.624 Schiedsrichter: * #43 Crawford - #26 Delaney - #41 Mauer | Premiere Sport, Sport1 (Wiederholung), ABC |
| 9. Juni 03.00 Uhr | Zusammenfassung | Punkte: Bryant 30 Rebounds: Gasol, Radmanovic 10 Assists: Bryant 8 Turnover: Pierce 5 |                                            | Punkte: Pierce 28, Powe 21 Rebounds: Garnett 14 Assists: Rondo 16, Pierce 8 Steals: Bryant, Fisher 3 | TD Banknorth Garden, Boston Zuschauer: 18.624 Schiedsrichter: * #43 Crawford - #26 Delaney - #41 Mauer | Premiere Sport, Sport1 (Wiederholung), ABC |
| 9. Juni 03.00 Uhr | Zusammenfassung |                                                                                       |                                            | | TD Banknorth Garden, Boston Zuschauer: 18.624 Schiedsrichter: * #43 Crawford - #26 Delaney - #41 Mauer | Premiere Sport, Sport1 (Wiederholung), ABC |

Acht Minuten vor Schluss hatten die Celtics bereits einen 24-Punkte-Vorsprung auf die Lakers. Angeführt von Kobe Bryant starteten die Lakers noch eine knappe Aufholjagd, die Celtics gewannen jedoch trotzdem mit sechs Punkten Vorsprung. Mit 28 Punkten war Paul Pierce bester Werfer der Celtics. Vor allem Pierce stoppte die Lakers bei ihrer Aufholjagd, indem er zwei Freiwürfe traf und 15 Sekunden vor Schluss einen Drei-Punkte-Versuch von Lakers-Guard Saša Vujačić vereitelte. Für die Lakers holte Kobe Bryant 30 Punkte, allein 13 in den letzten acht Minuten. Für die Celtics kam Kevin Garnett auf 17 Punkte und 14 Rebounds. Auch Ray Allen erzielte 17 Punkte. Leon Powe traf neun von 13 Freiwürfen, die Lakers insgesamt nur zehn.

### Spiel 3
| 10. Juni 03.00 Uhr | Zusammenfassung | Boston Celtics 81, Los Angeles Lakers 87                                           | Boston Celtics 81, Los Angeles Lakers 87 | Boston Celtics 81, Los Angeles Lakers 87                                                       | Staples Center, Los Angeles Zuschauer: 18.997 Schiedsrichter: * #17 J. Crawford - #15 Salvatore - #18 Wunderlich | Premiere Sport, Sport1 (Wiederholung), ABC |
| 10. Juni 03.00 Uhr | Zusammenfassung | Punkte pro Viertel: 20-20, 17-23, 25-17, 19-27                                     |                                          |                                                                                                | Staples Center, Los Angeles Zuschauer: 18.997 Schiedsrichter: * #17 J. Crawford - #15 Salvatore - #18 Wunderlich | Premiere Sport, Sport1 (Wiederholung), ABC |
| 10. Juni 03.00 Uhr | Zusammenfassung | Punkte: Allen 25 Rebounds: Garnett 12 Assists: Garnett 5 3-Punkte-Würfe: Allen 5/7 |                                          | Punkte: Bryant 36, Vujačić 20 Rebounds: Gasol 12 Assists: Farmar 5 3-Punkte-Würfe: Vujačić 3/5 | Staples Center, Los Angeles Zuschauer: 18.997 Schiedsrichter: * #17 J. Crawford - #15 Salvatore - #18 Wunderlich | Premiere Sport, Sport1 (Wiederholung), ABC |
| 10. Juni 03.00 Uhr | Zusammenfassung |                                                                                    |                                          |                                                                                                | Staples Center, Los Angeles Zuschauer: 18.997 Schiedsrichter: * #17 J. Crawford - #15 Salvatore - #18 Wunderlich | Premiere Sport, Sport1 (Wiederholung), ABC |

Lakers-Guard und MVP der Regular Season Kobe Bryant erzielte 36 Punkte. Das größere Aufsehen erlangte jedoch der Shooting Guard Saša Vujačić. Er sorgte in 28 Minuten für 20 Punkte. Die Celtics konnten zwar eine ganze Weile das Spiel führen, mussten sich nicht zuletzt wegen der schlechten Leistung des Small Forwards Paul Pierce mit 81 zu 87 geschlagen geben. Pierce war in den ersten beiden Spielen mit durchschnittlich 25 Punkten bester Werfer der Celtics, in diesem Spiel kam er lediglich auf sechs Punkte. Ebenfalls unterdurchschnittlich gab sich Power Forward Kevin Garnett mit 13 Punkten. Der Celtics-Guard Ray Allen sorgte für 25 Punkte. Die Lakers kamen auf eine Trefferquote von 43,5 Prozent, die Celtics auf 34,9.

### Spiel 4
| 12. Juni 03.00 Uhr | Zusammenfassung | Boston Celtics 97, Los Angeles Lakers 91                                           | Boston Celtics 97, Los Angeles Lakers 91 | Boston Celtics 97, Los Angeles Lakers 91                                             | Staples Center, Los Angeles Zuschauer: 18.997 Schiedsrichter: * #14 DeRosa - #29 Javie - #49 Washington | Premiere Sport, Sport1 (Wiederholung), ABC |
| 12. Juni 03.00 Uhr | Zusammenfassung | Punkte pro Viertel: 14-35, 26-23, 31-15, 26-18                                     |                                          |                                                                                      | Staples Center, Los Angeles Zuschauer: 18.997 Schiedsrichter: * #14 DeRosa - #29 Javie - #49 Washington | Premiere Sport, Sport1 (Wiederholung), ABC |
| 12. Juni 03.00 Uhr | Zusammenfassung | Punkte: Pierce 20, Allen 19 Rebounds: Garnett 11 Assists: Pierce 7 Steals: Allen 3 |                                          | Punkte: Odom 19 Rebounds: Gasol, Odom 10 Assists: Bryant 10 Field Goals: Vujačić 1/9 | Staples Center, Los Angeles Zuschauer: 18.997 Schiedsrichter: * #14 DeRosa - #29 Javie - #49 Washington | Premiere Sport, Sport1 (Wiederholung), ABC |
| 12. Juni 03.00 Uhr | Zusammenfassung |                                                                                    |                                          |                                                                                      | Staples Center, Los Angeles Zuschauer: 18.997 Schiedsrichter: * #14 DeRosa - #29 Javie - #49 Washington | Premiere Sport, Sport1 (Wiederholung), ABC |

Die Partie schien bereits zu Gunsten der Lakers entschieden als diese im dritten Viertel mit 70:50 führten. 2,12 Minuten vor Schluss führten die Celtics bereits mit 88:83. Top-Scorer war erneut Paul Pierce. Bei den Celtics trafen ebenso Ray Allen (19 Punkte), James Posey (18) und Kevin Garnett (16). Enttäuschend aus Sicht der Lakers zeigte sich mit 17 Punkten Kobe Bryant, der nur sechs seiner 19 Versuche aus dem Feld traf. Mit 19 Punkten war Lamar Odom bester Werfer aus LA. Bryant erklärte sich die Wende des Spiels mit: „Wir haben die Celtics durch Ballverluste, die sie zu vielen Fast-Break-Punkten genutzt haben, zurück ins Spiel gebracht“.

### Spiel 5
| 15. Juni 03.00 Uhr | Zusammenfassung | Boston Celtics 98, Los Angeles Lakers 103                                 | Boston Celtics 98, Los Angeles Lakers 103 | Boston Celtics 98, Los Angeles Lakers 103                                     | Staples Center, Los Angeles Zuschauer: 18.997 Schiedsrichter: * #27 Bavetta - #48 Foster - #41 Mauer | Premiere Sport, Sport1 (Wiederholung), ABC |
| 15. Juni 03.00 Uhr | Zusammenfassung | Punkte pro Viertel: 22-39, 30-16, 18-24, 28-25                            |                                           |                                                                               | Staples Center, Los Angeles Zuschauer: 18.997 Schiedsrichter: * #27 Bavetta - #48 Foster - #41 Mauer | Premiere Sport, Sport1 (Wiederholung), ABC |
| 15. Juni 03.00 Uhr | Zusammenfassung | Punkte: Pierce 38 Rebounds: Garnett 14 Assists: Pierce 8 Steals: Bryant 5 |                                           | Punkte: Bryant 25, Odom 20 Rebounds: Gasol 13 Assists: Gasol 6 Blocks: Odom 4 | Staples Center, Los Angeles Zuschauer: 18.997 Schiedsrichter: * #27 Bavetta - #48 Foster - #41 Mauer | Premiere Sport, Sport1 (Wiederholung), ABC |
| 15. Juni 03.00 Uhr | Zusammenfassung |                                                                           |                                           |                                                                               | Staples Center, Los Angeles Zuschauer: 18.997 Schiedsrichter: * #27 Bavetta - #48 Foster - #41 Mauer | Premiere Sport, Sport1 (Wiederholung), ABC |

Nach dem ersten Viertel lagen die Celtics mit 39:22 vorn. Als die Lakers dann Mitte des letzten Viertels mit 88:74 führten, schienen sie als Gewinner festzustehen. LA brachte Boston jedoch mit Ballverlusten wieder zurück ins Spiel. Der Rekordmeister startete mit 16:2 Punkten eine rasante Aufholjagd, so stand es vier Minuten vor Abpfiff 90:90. Die Lakers führten 97:95 als Paul Pierce den Ball verlor. Forward Lamar Odom nutzte die Gelegenheit und spielte einen schnellen Pass auf Kobe Bryant, der 37 Sekunden vor Schluss zum 99:95 traf und das Spiel entschied. Bryant, der auch nach eigener Aussage ein „schlechtes Spiel gemacht“ hatte, war mit 25 Punkten erneut bester Werfer seines Teams. Paul Pierce war mit 38 Punkten wiederholt bester Werfer auf dem Feld.

### Spiel 6
| 12. Juni 03.00 Uhr | Zusammenfassung | Los Angeles Lakers 92, Boston Celtics 131                             | Los Angeles Lakers 92, Boston Celtics 131 | Los Angeles Lakers 92, Boston Celtics 131                                         | TD Banknorth Garden, Boston Zuschauer: 18.624 Schiedsrichter: * #17 J. Crawford - #32 Rush - #15 Salvatore | Premiere Sport, Sport1 (Wiederholung), ABC |
| 12. Juni 03.00 Uhr | Zusammenfassung | Punkte pro Viertel: 20-24, 15-34, 25-31, 32-42                        |                                           |                                                                                   | TD Banknorth Garden, Boston Zuschauer: 18.624 Schiedsrichter: * #17 J. Crawford - #32 Rush - #15 Salvatore | Premiere Sport, Sport1 (Wiederholung), ABC |
| 12. Juni 03.00 Uhr | Zusammenfassung | Punkte: Bryant 22 Rebounds: Odom 10 Assists: Odom 5 Turnover: Gasol 5 |                                           | Punkte: Allen, Garnett 26 Rebounds: Garnett 14 Assists: Pierce 10 Steals: Rondo 6 | TD Banknorth Garden, Boston Zuschauer: 18.624 Schiedsrichter: * #17 J. Crawford - #32 Rush - #15 Salvatore | Premiere Sport, Sport1 (Wiederholung), ABC |
| 12. Juni 03.00 Uhr | Zusammenfassung | Boston siegt mit 4:2                                                  |                                           |                                                                                   | TD Banknorth Garden, Boston Zuschauer: 18.624 Schiedsrichter: * #17 J. Crawford - #32 Rush - #15 Salvatore | Premiere Sport, Sport1 (Wiederholung), ABC |

Beim höchsten Finalsieg in der NBA-Historie kamen Garnett und Allen auf je 26 Punkte, Paul Pierce sorgte für 17 Zähler. Vor allem wegen der starken Defensive der Celtics lagen die Gäste zur Halbzeit mit 23 Zählern im Rückstand. Spätestens nach dem Ende des dritten Viertels stand mit 89:60 für Boston das Ergebnis bereits fest. Kobe Bryant kam für die Lakers auf 22 Punkte, acht davon allein in den ersten drei Minuten, musste jedoch eingestehen, dass die Celtics „definitiv die beste Verteidigung“ der Saison hatten. „Kein Zweifel, Boston hat den Titel verdient“, versicherte NBA-Commissioner David Stern.

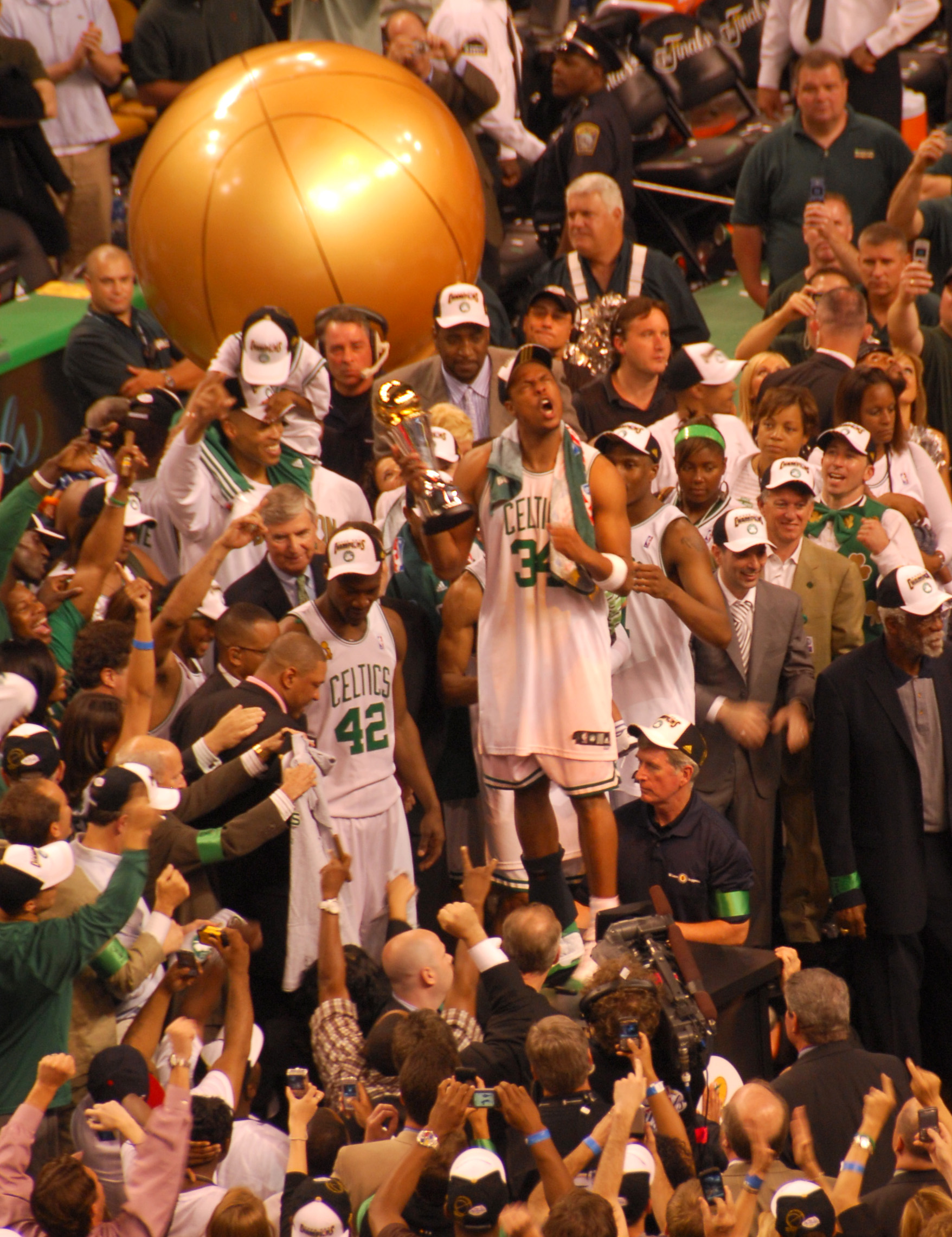
Die Boston Celtics feiern ihren 17. Meistertitel